# Veluta albicincta
Veluta albicincta är en tvåvingeart som beskrevs av Malloch 1938. Veluta albicincta ingår i släktet Veluta och familjen parasitflugor. Inga underarter finns listade i Catalogue of Life.